# منتخب زيمبابوي لكرة القدم للسيدات
منتخب زيمبابوي الوطني لكرة القدم للسيدات هو ممثل زيمبابوي الرسمي في المنافسات الدولية في كرة القدم في فئة كرة القدم للسيدات.

## وصلات خارجية
- الموقع الرسمي